# Avenantramid

Kemisk struktur hos avenantramider

Avenantramider är en grupp av fenoliska alkaloider som framför allt finns i havre (Avena sativa).[källa behövs]
Avenantramider har antioxiderande, antiinflammatoriska och antiaterosklerosa egenskaper.[källa behövs]

## Förekomst
Följande avenantramider är de mest förekommande i havre:[källa behövs]
- avenantramid A (också kallad 2p, AF-1 eller Bp)
- avenantramid B (också kallad 2f, AF-2 or Bf)
- avenantramid C (också kallad 2c, AF-6 eller Bc)
- avenantramid O (också kallad 2pd)
- avenantramid P (också kallad 2fd)
- avenantramid Q (också kallad 2 cd)